# Valeriano Weyler
Valeriano Weyler y Nicolau, markis av Tenerife, hertig av Rubi, född 17 september 1838 i Palma de Mallorca, död 20 oktober 1930 i Madrid, var en spansk fältmarskalk. 
Weyler blev officer vid infanteriet 1857 och i generalstaben 1860, deltog, som befälhavare för en frivillig kår, med utmärkelse i kriget på Kuba 1868–72 samt, som brigadchef, i carlistkriget 1875–76. För sina förtjänster under detta senare befordrades han till divisionsgeneral och erhöll titel av markis. Åren 1878–92 var han efter vartannat generalkapten på Kanarieöarna, Balearerna och Filippinerna. Efter återkomsten till Spanien blev han generalkapten först i sjätte militärdistriktet (Burgos), sedan i fjärde (Barcelona). 
I januari 1896 efterträdde Weyler Arsenio Martínez Campos som generalguvernör på Kuba, där hans kända kraft och hänsynslöshet – ådagalagda särskilt mot anarkisterna i Barcelona – ansågs kunna kuva upproret, vilket dock inte lyckades. Han återkallades i oktober 1897. År 1900 blev han generalkapten i första militärdistriktet (Madrid), vilket föranledde en ministerkris. Åren 1901–02, 1905 och 1907 var han krigsminister samt 1909–14 åter generalkapten i fjärde militärdistriktet. Under tiden (1910) hade han utnämnts till fältmarskalk. Från 1916 var han chef för generalstaben och generalinspektör för armén. I juli 1920 erhöll han titeln hertig av Rubi (på Kuba) med "grandeza de España" (högsta adelsståndet). Han tog verksam del i det politiska livet, som chef för militärpartiet, och var från 1895 senator på livstid.